# Jasmien Biebauw
Jasmien Biebauw (Gent, 24 september 1990) is een Belgisch volleybalster. Ze speelt als spelverdeelster. 

## Levensloop
Biebauw begon haar loopbaan bij de volleybaldames van VDK Gent waar ze reeds op 15-jarige leeftijd voor het eerste elftal uitkwam. In het seizoen 2008/2009 won ze met VDK Gent de Belgische volleybalbeker en ook tweemaal de Belgische Supercup. In 2011 maakte ze de overstap naar VC Oudegem waar ze twee seizoenen voor zou spelen en in 2013 de Belgische beker mee won. In 2013 werd Biebauw naar Asterix Kieldrecht getransfereerd. Ze won met Kieldrecht drie Belgische landstitels en drie Belgische volleybalbekers. Na de fusie tot Asterix Avo Beveren haalde ze ook in 2017 de Beker. In 2018 maakte ze de overstap naar Hermes Oostende en vanaf 2023 komt ze uit voor Saternus Michelbeke.
Biebauw maakt deel uit van de Belgische nationale volleybalploeg. In 2013 won ze met de Yellow Tigers de bronzen medaille op het Europees kampioenschap volleybal vrouwen 2013. Op de Europese Spelen 2015 in Bakoe eindigde ze met de Yellow Tigers op de 5e plaats.

## Palmares

### Club
VDK Gent
- 2005: Scholieren - Kampioen van België

- 2006: Junioren - Kampioen van België

- 2009: Beker van België
- 2009/2010, 2011/2012: Belgische Supercup

VC Oudegem
- 2013: Beker van België

Asterix Kieldrecht / (na 2016) Asterix Avo Beveren
- 2014, 2015, 2016, 2017, 2018: Kampioen van België
- 2014, 2015, 2016, 2017, 2018: Beker van België
- 2014/2015: Belgische Supercup

Hermes Oostende
- 2019 en 2020: Beker van België
- 2019: 2e plaats reguliere competitie
- 2020: play off niet gespeeld wegens coronamaatregelen

### Nationale ploeg
- 2013 -  EK
- 2015 - 5e Europese Spelen
- 2015 - 6e EK